# Shenyang JJ-1
 (novembre 2024).
Dimensions
Le Shenyang JJ-1 (chinois : 歼教-1), premier avion d'entraînement à réaction conçu en Chine sous la direction du visionnaire Xu Shunshou (zh), est une étape historique dans l'essor de l'aviation chinoise des années 1950. Bien qu'abandonné après seulement deux prototypes volants, ce remarquable avion d'entraînement à aile droite et turboréacteur PF-1A démontre toute l'ingéniosité d'une équipe de concepteurs investis.

## Historique

### Contexte et Origines
années 1950 : Rupture Chine-URSS, limitant l'accès aux technologies.
1956 : Création de l'Institut Aéronautique de Shenyang. Conception du JJ-1 pour un avion d'entraînement intermédiaire.

### Conception et développement
Octobre 1956 : Début du projet. Réacteur PF-1A, design biplace en tandem, ailes droites, train tricycle rétractable. Armé d’un canon Type-23-1, il rappelait le T-33.

### Production et Tests
26 juillet 1958 : Premier vol réussi. 2 prototypes construits.

### Résultats et Fin du Programme
Fin des années 1950 : Programme annulé, jugé superflu par l’armée.

### Héritage et Préservation
Le prototype 0101 est exposé au Musée de l'aviation chinoise.

## Caractéristiques
| Informations générales | Informations générales                                                                      |
| --- | ------------------------------------------------------------------------------------------- |
| Nom original | 歼教-1                                                                                      |
| Catégorie | Avion d'entraînement, jet.                                                                  |
| Producteur | Usine de machines appartenant à l'État de Songling, Shenyang, République populaire de Chine |
| Configuration et conception |                                                                                             |
| Décollage et atterrissage | CTOL (décollage et atterrissage conventionnels)                                             |
| Concept de l'avion | Design classique                                                                            |
| Train d'atterrissage | Rétractable, tricycle                                                                       |
| Armement |                                                                                             |
| Canon | 1x Type 23-1 (calibre 23 mm, copie du NR-23)                                                |
| Notes |                                                                                             |
| - Premier avion à réaction conçu et produit en Chine. - Destiné à combler la transition entre les avions à pistons comme le CJ-6 et les chasseurs à réaction biplaces tels que le MiG-15UTI. - Programme abandonné après décision de supprimer cette étape intermédiaire dans la formation des pilotes. |                                                                                             |